# Borut Sajovic
Borut Sajovic, slovenski politik, poslanec in veterinar, * 18. julij 1960, Kranj.
Sajovic je bil od junija 2022 do oktobra 2024 poslanec Gibanja Svoboda v Državnem zboru Republike Slovenije, kjer je bil kot član Liberalne demokracije Slovenije poslanec že med letoma 2000 in 2004. Med letoma 2006 in 2022 je bil župan Občine Tržič. 
Od 7. oktobra 2024 je minister za obrambo Republike Slovenije.

## Življenjepis
Borut Sajovic, član stranke Liberalne demokracije Slovenije, je bil leta 2004 izvoljen v Državni zbor Republike Slovenije; v tem mandatu je bil član odbora za okolje in prostor in odbora za kmetijstvo, gozdarstvo in prehrano ter podpredsednik komisije po Zakonu o nezdružljivosti opravljanja javne funkcije s pridobitno dejavnostjo in mandatno-volilne komisija.
Leta 2006 je bil izvoljen na mesto župana Občine Tržič.. Kot župan je bil obtožen seksizma, kljub temu je ostal župan do leta 2022, ko ni več kandidiral (2006 - 54,15%, 2010 - 51,44 %, 2014 - 61,16%, 2018 - 65,88%).
Leta 2022 se je pridružil stranki Gibanje Svoboda in bil izvoljen za poslanca v Državnem zboru Republike Slovenije, s čimer mu je prenehal mandat tržiškega župana. 25. maja 2022 je ob izvolitvi Roberta Goloba na mesto predsednika vlade prevzel vodenje poslanske skupine Svoboda. Bil je tudi član mandatno-volilne komisije in preiskovalne komisije o ugotavljanju domnevnih nepravilnostih v podjetjih GEN-I in STAR Solar ter povezavah s financiranjem stranke Gibanja Svoboda.
17. septembra 2024 je premier Golob napovedal, da bo Sajovica predlagal za novega ministra za obrambo. Kandidata je istega dne predstavil koaliciji na delovnem sestanku o kadrovskih vprašanjih. Sajovic je bil potrjen na matičnem odboru, 7. oktobra pa kot novi minister prisegel v Državnem zboru.